# Joachim Rumohr
Joachim (Jochim) Rumohr (Hamburg, 6 augustus 1910 - Boedapest, 11 februari 1945) was een Duitse officier en SS-Brigadeführer en Generalmajor in de Waffen-SS tijdens de Tweede Wereldoorlog.

## Leven[6]
Op 16 augustus 1910 werd Joachim Rumohr in Hamburg geboren. Hij was de zoon van de elektricien Heinrich Rumohr (geboren 15 april 1889 te Lübeck) en zijn vrouw Engeline Elise (geboortenaam Hollmann) (geboren 3 september 1888-1 mei 1911 te Hamburg). Joachim ging landbouw studeren in Lübeck, en volgde praktijkopleiding op een boerderij. 

## Carrière
Rumohr werd op 1 april 1930 lid van de NSDAP en de Sturmabteilung, een jaar later op 31 januari 1931 werd hij lid van de SS. Vanaf november 1935 was hij geplaatst bij het SS-Standarte „Germania“, en werd op 31 juli 1937 samen het het 3e bataljon (9e – 12e compagnie) verplaatst naar Radolfzell, waar hij vanaf mei 1938 de 12e compagnie leidde. Met deze eenheid nam hij deel aan de Poolse Veldtocht, en met de SS-Verfügungsdivision nam hij aan de slag om Frankrijk deel.
Vanaf het begin van januari 1941, werd Rumohr commandant van het II. / SS-Artillerie-Regiment „Das Reich“. Met deze eenheid nam hij vanaf april 1941 deel aan de Balkanveldtocht. Aansluitend nam hij aan operatie Barbarossa deel, en werd op 1 juni 1942 commandant van het SS-Artillerie-Regiment in de 8. SS-Kavallerie-Division "Florian Geyer".
Op grond van zijn inzet tijdens de gevechten in de herfst van 1943 en bij de defensieve acties tijdens Krementschug-Kirowograd en de daarop volgende winter, werd hij op 16 januari 1944 met het Ridderkruis van het IJzeren Kruis onderscheiden. Hij nam op 1 april 1944 het commando van de 8. SS-Kavallerie-Division „Florian Geyer“ over, die vanaf 8 november 1944 in de slag om Boedapest ingezet was. Aanvang februari 1945 werd Rumohr met het Eikenloof bij het Ridderkruis onderscheiden. Op 11 februari 1945 werd hij tijdens een uitbraak uit Boedapest gewond, en pleegde zelfmoord ter voorkoming van gevangenname door het Rode Leger. 

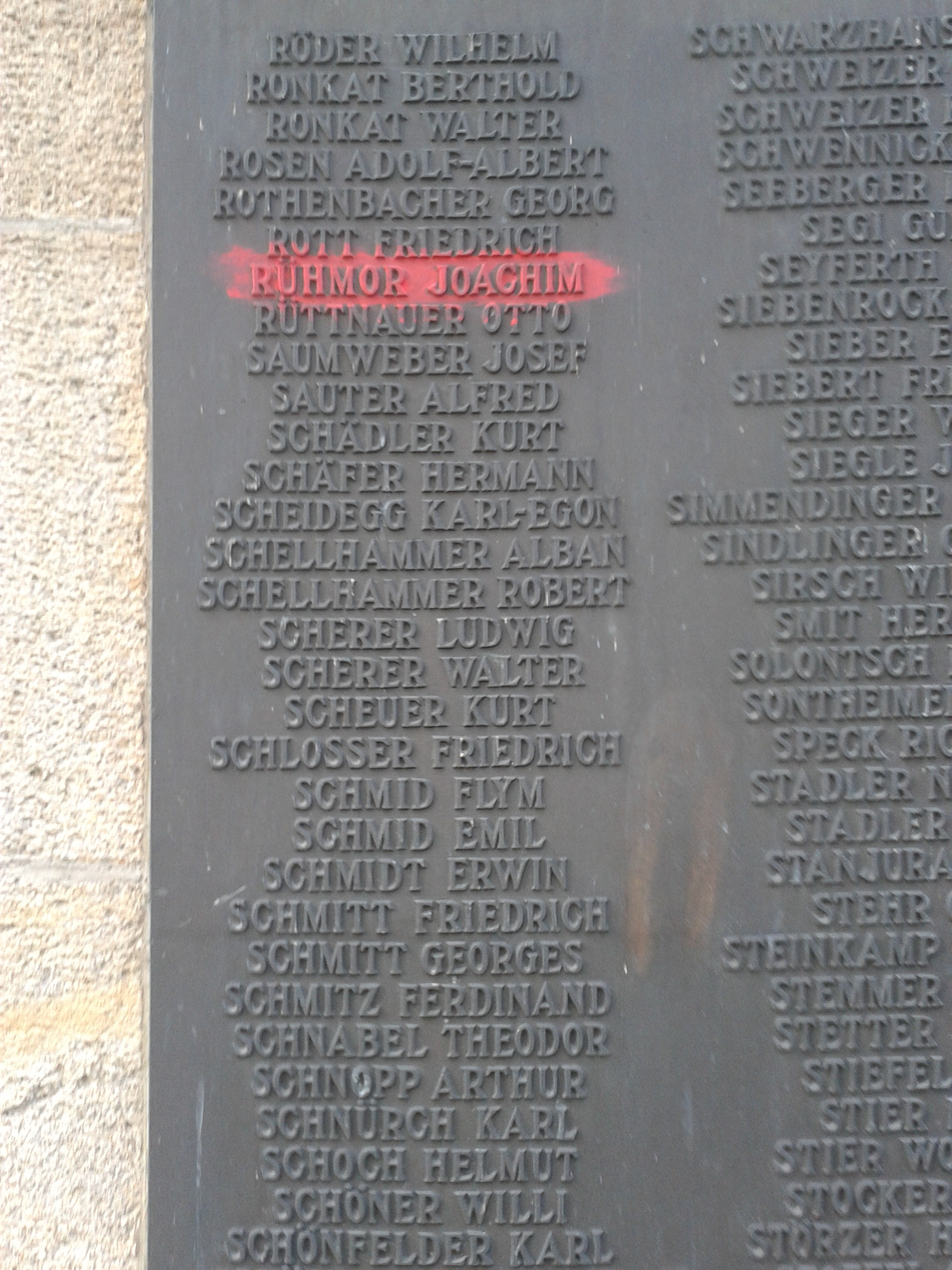
Het oorlogsmonument in Radolfzell met de bekladde naam van Joachim Rumohr erop.

Op het oorlogsmonument in Radolfzell staat sinds 1958 de naam van Rumohr, met name bij de gesneuvelde "Söhnen der Stadt Radolfzell" en de "Kriegs-„Opfern" 1939–1945. Dit werd recentelijk bekritiseerd.

## Familie
Over het privéleven van Rumohr is niks bekend. Het feit dat er een foto met zijn zoontje is, zou kunnen betekenen dat hij getrouwd was en kinderen had. Een bron vermeld dat Rumohr getrouwd is in Radolfzell. Schulz geeft aan dat Rumohr trouwde op 25 juni 1937 met Gertrud Ilse Wilhelmine Kabel (geboren 29 februari 1916 te Tönningsstedt in Holstein). Het echtpaar bleef kinderloos.

## Carrière
Rumohr bekleedde verschillende rangen in zowel de Allgemeine-SS als Waffen-SS. De volgende tabel laat zien dat de bevorderingen niet synchroon liepen.
| Datums                            | Sturmabteilung | Allgemeine-SS       | Waffen-SS                              |
| --------------------------------- | -------------- | ------------------- | -------------------------------------- |
| 1 april 1930                      | SA-Mann        | —                   | —                                      |
| 1 februari 1931                   | —              | SS-Mann             | —                                      |
| 9 november 1933                   | —              | SS-Sturmführer      | —                                      |
| 9 november 1935                   | —              | SS-Obersturmführer  | —                                      |
| 9 november 1938                   | —              | SS-Hauptsturmführer | —                                      |
| 21 juni 1941                      | —              | —                   | SS-Sturmbannführer in de Waffen-SS     |
| 9 november 1942                   | —              | —                   | SS-Obersturmbannführer in de Waffen-SS |
| 20 april 1944                     | —              | —                   | SS-Standartenführer in de Waffen-SS    |
| 9 november 1944- 11 november 1944 | —              | —                   | SS-Oberführer in de Waffen-SS          |
| 15 januari 1945                   | —              | SS-Brigadeführer    | Generalmajor in de Waffen-SS           |

## Lidmaatschapsnummers
- NSDAP-nr.: 216 161[15] (lid geworden 1 april 1930[4][3][5])
- SS-nr.: 7 450[15] (lid geworden 31 januari 1931[4][5])

## Onderscheidingen
Selectie:
- Ridderkruis van het IJzeren Kruis met Eikenloof (nr.721) op 16 januari 1944 als SS-Brigadeführer en Commandant van de 8. SS-Kavallerie-Division "Florian Geyer"/Heeresgruppe Süd/Oostfront[18][3][19][4][9]
- Ridderkruis van het IJzeren Kruis (nr.2538) op 1 februari 1945 als SS-Obersturmbannführer en commandant van de SS-Artillerie-Regiment 8 "Florian Geyer"/Zuidoostelijk Front/Boedapest[3][20][4][9]
- IJzeren Kruis 1939, 1e Klasse[15] (28 augustus 1940[5][3]) en 2e Klasse (14 november 1939[6][3][21][4][5])
- Duitse Kruis in goud op 23 februari 1943[5] als SS-Obersturmbannführer in Artillerie-Regiment SS-Kavillerie-Division[3][22][4][6]
- Gewondeninsigne 1939 in zwart in 1941[4], zilver[3]op 30 juli 1942[4][9]
- Julleuchter der SS op 16 december 1935[4]
- Hij werd eenmaal genoemd in het Wehrmachtsbericht. Dat gebeurde op:
- 9 oktober 1944[3][4][23][5]